# Denis Anatoljewitsch Kowal
Denis Anatoljewitsch Kowal (russisch Денис Анатольевич Коваль, wiss. Transliteration Denis Anatol'evič Koval'; * 6. November 1991 in Irkutsk) ist ein ehemaliger russischer Eisschnellläufer.

## Werdegang
Kowal trat international erstmals bei den Juniorenweltmeisterschaften 2011 in Seinäjoki in Erscheinung, wobei er den 14. Platz über 1000 m und den vierten Rang über 500 m errang. In der Saison 2011/12 nahm er in Tscheljabinsk erstmals am Eisschnelllauf-Weltcup teil und kam dort in der B-Gruppe auf die Plätze 14 und 12 über 500 m. In der folgenden Saison belegte er bei den Einzelstreckenweltmeisterschaften 2013 in Sotschi den siebten Platz über 500 m und bei der Sprint-WM 2013 in Salt Lake City den 16. Rang im Mehrkampf. Bei seiner einzigen Teilnahme an Olympischen Winterspielen im Februar 2014 in Sotschi lief er auf den 13. Platz über 500 m. Im Februar 2015 erreichte er in Berlin mit dem vierten Platz über 500 m seine beste Platzierung im Weltcup und absolvierte im November 2016 in Nagano seinen letzten Weltcup, welchen er in der B-Gruppe auf dem sechsten Platz über 500 m beendete. Bei der Winter-Universiade 2017 in Almaty nahm er am 500-m-Lauf teil, aber wurde dabei disqualifiziert.

## Erfolge

### Olympische Spiele
- 2014 Sotschi: 13. Platz 2 × 500 m

### Einzelstrecken-Weltmeisterschaften
- 2013 Sotschi: 7. Platz 500 m

### Sprint-Weltmeisterschaften
- 2013 Salt Lake City: 16. Platz Sprint-Mehrkampf

## Persönliche Bestzeiten
| Disziplin | Zeit        | Datum             | Ort            |
| --------- | ----------- | ----------------- | -------------- |
| 500 m     | 34,47 s     | 10. November 2013 | Calgary        |
| 1000 m    | 1:09,25 min | 26. Januar 2013   | Salt Lake City |
| 1500 m    | 1:52,68 min | 2. Februar 2012   | Kolomna        |
| 3000 m    | 4:18,86 min | 17. März 2009     | Tscheljabinsk  |